# Панкрациум
Род Панкрациум включва около 18 вида многогодишни, едносемеделни, тревисти растения естествено разпространени из бреговете на Средиземно море, тропическа Азия и Африка, а както и Канарските острови. По югозападните брегове на Черно море се среща видът Pancratium maritimum, по-известен като Пясъчна лилия. Застрашен е, тъй като неговите местообитания редовно биват унищожавани заради туризма и постоянния строеж. Панкрациумът е много близък с други два рода - Хименокалис и Исмене, заради което някои от видовете често биват бъркани и грешно поставяни. Причислен е към познатото сем. Кокичеви. Листата са зелени, гладки по периферията и притежават успоредна нерватура (жилкуване). Цветовете са снежнобели с едър, жълт или малък, зеленикав център. Издават много приятен аромат и са събрани в съцветия по няколко. Притежават 6 венчелистчета и фуния в центъра, която при някои видове е начленена, видоизменена и слегнала назад. Тичинките са 6 и на цвят са жълти или белезникави. Излизат от центъра на цвета, плъзгат се по ръба на фунията и изпъкват от нейния ръб. Плодникът също идва от центъра, но за разлика продължава напред по права линия без да се докосва до фунията (освен ако не натежи). При някои видове е по-дълъг от тичинките, доколкото при други е по-къс. Самите растения достигат различни размери при различните видове — могат да бъдат и много дребни а както и разположени на едри групи. Характерно за семейството, в което членува - Кокичеви, подземният орган на Панкрациума е луковица. Семената, които произвежда са едри и изцяло черни на цвят. Името на рода е дадено от Карл Линей. Думата Pancratium идва от гръцки език и означава мощ.Растението вероятно е наречено така заради екстремната среда, в която спокойно вирее. Панкрациумът притежава множество декоративни качества, но рядко се отглежда с любителска цел, тъй като доста от видовете за засдтрашени, а и понякога се оказват с доста специфични изисквания към условията. Любопитно е, че на остров Крит са намерени фрески от праисторията, които са изобразявали и показвали именно Панкрациумът.

## Класификация
Род Pancratium (Панкрациум) включва следните видове:
- Pancratium angustifolium
- Pancratium arabicum
- Pancratium biflorum
- Pancratium canariense
- Pancratium centrale
- Pancratium foetidum
- Pancratium illyricum
- Pancratium landesii
- Pancratium maritimum
- Pancratium maximum
- Pancratium parvum
- Pancratium saharae
- Pancratium sickenbergeri
- Pancratium tenuifolium
- Pancratium tortuosum
- Pancratium triflorum
- Pancratium verecundum
- Pancratium zeylanicum